# Nettelbecke
Die Nettelbecke ist ein Fließgewässer in Bochum-Stiepel und Zulauf der Ruhr. Sie ist weitgehend verrohrt. Sie entspringt am Hof an der Nettelbeckstraße 14, fließt von dort westlich der Düsterstraße durch die Senke an der Straße Vorm Felde weiter in das Tal unterhalb des evangelischen Friedhofs. 1930 wurde der Bach kanalisiert.
Die Mündung liegt etwa in Höhe der Kraftwerksinsel in Brockhausen (Wasserkraftwerk Blankenstein).